# М'яточник чорний
{{#ifeq:0|0|{{#if:|{{#if:Ballotanigra|[[]}}|}}}}
М'яточник чорний (Ballota nigra, син. — В. ruderalis) — багаторічна трав'яниста коротковолосиста рослина родини губоцвітих. 

## Опис
Стебло висхідне, розгалужене, 50—120 см заввишки. Листки супротивні, короткочерешкові, прості, яйцеподібні, по краю зарубчасто-пилчасті, зморшкуваті. Квітки з лінійно-шилоподібними приквітками, двостатеві, неправильні, в пазушних півзонтиках, що утворюють несправжні кільця, які на кінцях стебла та гілок зближені; віночок бруднувато-рожевий, зрідка білий, волосистий, з трубочкою, не довшою за чашечку, двогубий; верхня губа довгаста, трохи шоломоподібна, дволопатева, виїмчаста, нижня — трилопатева, з великою, обернено-серцеподібною лопаттю. Чашечка з 10 жилками, 7 —10 мм завдовжки; зубці її ланцетні, 2—4 мм завдовжки, відтягнуто-загострені, відстовбурчені, з жорстким вістрям, у 2—2,5 рази коротші за трубочку.
Плід складається з 4 однонасінних горішкоподібних часточок. 
Цвіте у червні — серпні.

## Поширення
М'яточник чорний росте майже по всій території України на засмічених місцях, біля доріг, по ярах, на схилах.

## Сировина
Для лікарських потреб використовують траву м'яточника (Herba Ballotae), яку заготовляють під час цвітіння рослини. Сушать сировину під укриттям на вільному повітрі або в приміщенні з доброю вентиляцією. Рослина неофіцинальна.

## Хімічний склад
Трава м'яточника містить ефірну олію, гіркі й дубильні речовини, пектини та яблучну кислоту.

## Фармакологічні властивості і використання
Показання до призначення м'яточника чорного збігаються з показаннями для шандри звичайної або меліси лікарської, але з фармацевтичною метою змішувати або заміняти одну рослину іншою не можна. Найчастіше м'яточник використовують як седативний, спазмолітичний і тонізуючий засіб. Настій трави або порошок вживають при станах надмірного нервового збудження, іпохондрії, безсонні, зумовленому нервовим напруженням та нав'язливими думками, при спазмах шлунка і шлункового тракту, болісних менструаціях, вазомоторних розладах.
Зовнішньо, як болетамувальний засіб, траву м'яточника використовують для ванн при ломоті в суглобах і м'язах, для припарок при ревматизмі, ішіасі тощо.